# 슈퍼스토어
슈퍼스토어(superstore)는 의료품, 잡화를 중심으로 한 매장으로 슈퍼마켓이 식료품을 중심으로 한 점에 반대되는 개념을 갖고 있다.